# Serrat de la Roca (Castellcir)
El Serrat de la Roca és un serrat del terme municipal de Castellcir, a la comarca del Moianès.

El Serrat de la Roca, respecte del terme de Castellcir

Està situat en el sector central del terme municipal de Castellcir, a llevant del nucli urbà de Castellcir. És al sud-oest de la masia de la Roca, a llevant del Xaragall de les Alzines Sureres i a ponent del torrent de la Roca.
En el seu vessant occidental s'estén la Solella de la Roca.

## Etimologia
Aquest serrat pren el nom de la masia a la qual pertanyia, i a llevant de la qual es troba, la Roca.